# Masku
Masku è un comune finlandese di 9642 abitanti, situato nella regione del Varsinais-Suomi.